# Городище (Червенська сільська рада)
Городище (біл. вёска Гарадзішча) — село в складі Червенського району Мінської області, Білорусь. Село підпорядковане Червенській сільській раді, розташоване в центральній частині області.